# Krzywólka (gmina Przerośl)
Krzywólka – wieś w Polsce położona w województwie podlaskim, w powiecie suwalskim, w gminie Przerośl.
| SIMC    | Nazwa         | Rodzaj    |
| ------- | ------------- | --------- |
| 0765843 | Mała Przerośl | część wsi |

W latach 1975–1998 miejscowość należała administracyjnie do województwa suwalskiego.
Na wschód od wsi znajduje się Jezioro Krzywe Filipowskie.